# أوريستي باراتيري
أوريستي باراتيري (né أوريستي باراتر، 13 نوفمبر 1841 - 7 أغسطس 1901) كان جنرالًا إيطاليًا وحاكمًا لإريتريا الإيطالية.

## الوظيفة المبكرة
ولد في كوندينو (كونتية تيرول، الآن ترينتينو)، بدأ مسيرته كمتطوع لجوزيبي غاريبالدي وذوو القمصان الحمر (إيطاليا)، حيث خدم خلال حملة صقلية ونابولي من 11 مايو 1860 إلى 13 فبراير 1861. وبعد توحيد إيطاليا، تابع باراتيري مهنة عسكرية للانضمام إلى الجيش الإيطالي النظامي وقاتل في معركة كستوزا في 24 يونيو 1866. وبعد أن تم ترقيته إلى رتبة جنرال بحلول عام 1891، تم تعيينه قائدًا للقوات الإيطالية في إفريقيا المستعمرة وفي العام التالي أصبح حاكمًا لإريتريا. لقد قضى عدة سنوات في القتال مع القوات الإثيوبية المحلية على طول الحدود من عام 1893 إلى عام 1895، وحقق عدة انتصارات على المهديين، لا سيما في معركة كسلا في 17 يوليو 1894.

## الحرب الإيطالية الإثيوبية
بعد الإمبراطور الإثيوبي منليك الثاني والنزاع الإيطالي حول معاهدة وتشاله، شنت إيطاليا غزوًا للإمبراطورية الإثيوبية. وبعد عودته لفترة وجيزة إلى إيطاليا، ورد أن باراتيري وعد الحشود بإعادة منليك في قفص. وفي أواخر عام 1895 قاد باراتيري قوة قوامها 20 ألف جندي إيطالي وعسكر إريتري إلى إثيوبيا. 
ومع ذلك، أمضى منليك عدة سنوات في إعادة تجهيز جنوده بأسلحة وذخيرة حديثة لمثل هذا الصراع - في بعض الأحيان بمساعدة إيطالية - واستدعى جيشًا يفوق عدد القوات الإيطالية بشكل كبير. قضى باراتيري ما يقرب من عام من الحرب الإيطالية الإثيوبية الأولى في التهرب من مواجهة حاسمة. وفي فبراير 1896، أمرت حكومة فرانشيسكو كرسبي الإيطالية التي نفد صبرها من باراتيري بالاشتباك مع الإثيوبيين. ومن دون علم باراتيري، تم اتخاذ قرار سري لمجلس الوزراء لإعفائه، وكان خليفته الجنرال بالديسيرا في طريقه بالفعل إلى إريتريا.
وفي مساء يوم 28 فبراير 1896، التقى باراتيري في مؤتمر مع قادة الألوية الأربعة في ساوريا. فضل الجنرال نفسه انسحابًا جزئيًا، مشيرًا إلى أنه يُعتقد أن القوات الإثيوبية بقيادة منليك تعاني من نقص في الإمدادات وستضطر قريبًا إلى التفرق. ومع ذلك، أصر كل من عمدته وأوامره من روما على التقدم إلى الأراضي الجبلية. 
في 29 فبراير، سار باراتيري في أربعة أعمدة منفصلة على الإثيوبيين في معركة عدوة، حيث فاق عددهم عدد قيادته المباشرة البالغ 9894 رجلًا بأكثر من عشرة إلى واحد.  بدأ القتال بعد الساعة 5:30 من صباح يوم 1 مارس بوقت قصير، عندما دخل أحد الفرسان المعسكر الإثيوبي بأخبار التقدم الإيطالي. كانت القوات الإثيوبية في وضع جيد لاستقبال الإيطاليين في تبادل لإطلاق النار، وبحلول الظهيرة كانت المعركة قد انتهت فعليًا. 
ومع أن الجانبين تكبدوا خسائر متساوية تقريبًا - 6589 إيطاليًا نظاميًا ومقتل عساكر إريتريين؛ وما يقدر بنحو 7000 إثيوبي شكلت خسائر باراتيري ثلثي قوته. ونتيجةً للكارثة، اضطرت إيطاليا للتوقيع على معاهدة أديس أبابا التي تضمن السيادة الإثيوبية. قُدم باراتيري أمام محكمة عسكرية في أسمرة رغم تبرئته، وأُجبر على الاستقالة من منصبه في العام التالي. أمضى ما تبقى من حياته متقاعدًا في تيرول النمساوية حتى وفاته في 7 أغسطس 1901 في ستيرزنج.

## روابط خارجية
- Works by or about Oreste Baratieri at Internet Archive